# Kurdy Malloy et Mama Olga
Kurdy Malloy et Mama Olga est le 35e album de la série de bande dessinée Jeremiah, écrit, dessiné et mis en couleurs par Hermann, paru en 2017 aux éditions Dupuis.

## Synopsis
La guerre apocalyptique évoquée dans le premier tome de la série vient de se terminer. Kurdy Malloy est âgé de 17 ans et son errance le mène dans la cabane de Mama Olga, une paysanne obèse qui vit seule avec sa mule, Esra, et un christ en croix auquel elle fait la conversation. Elle prend Kurdy sous son aile et lui propose de servir de passeur pour faire entrer des drogues dans un camp de redressement voisin. Kurdy accepte, voyant là un bon moyen de gagner de l'argent et de tenter de délivrer son ami Chorizo, détenu dans le camp.

## Analyse
Il s'agit du premier album de la série dans lequel le personnage principal, Jeremiah, n'apparaît pas.
Hermann a souhaité raconter un épisode de la jeunesse de Kurdy, avant sa rencontre avec Jeremiah, comme il l'explique dans les pages du magazine dBD :
« J'ai tout simplement ressenti l'envie de raconter qui est Kurdy, pourquoi il porte un casque et est accompagné d'une mule […] Là, je parle de l'absence du père et d'une mère qui ne s'en est jamais occupée. il a vécu au milieu des poubelles, entouré de petites crapules. »

## Accueil
- Pour Henri Filippini, de BDZoom, « Hermann nous régale avec cette tranche de vie sacrément bien contée, ajoutant quelques belles pièces aux trognes savoureuses à sa galerie de personnages hauts en couleur (…) Question dessin, le trait est toujours ferme, la mise en page grandiose, les couleurs sublimes, bref du grand Hermann ! »[3].
- Pour Benoît Cassel, de Planète BD, il s'agit d'« un flashback original et baroque, sur la vie de Kurdy avant Jeremiah (…) Sur le plan du scénario, Hermann cherche toujours à frayer loin des sentiers battus. Et tant pis si on ne comprend pas l’entièreté des enjeux et des conséquences ; et tant pis si on n’aperçoit que des bribes de personnalités brisées d’acteurs baroques (…) Sur le plan graphique, bien que les planches sont toujours savamment cadrées et découpées, le trait en couleurs directes d’Hermann se délite sensiblement (notamment les proportions de Kurdy sur la couverture, complètement ratée !). »[1].
- Pour A. Perroud, de BD Gest, il s'agit d'« un trente-cinquième volume offrant quand même quelques surprises, une réalisation efficace non dénuée d’un certain panache, Kurdy Malloy et Mama Olga offre un excellent et effrayant moment de lecture (…) Graphiquement, mis à part un lettrage fluctuant, le dessinateur n’a pas perdu la main. Scènes crépusculaires à faire frissonner, soleil brûlant qui accable les détenus et des silhouettes décharnées aux fasciés démolis, le tableau n’est pas paradisiaque, mais ô combien percutant. Il n’y est pas question d’esthétisme, mais de réalité brute montrée sans concession. »[4].
- Pour Pierre Burssens, de Auracan, « graphiquement, le Sanglier des Ardennes n'a plus à prouver son savoir-faire et signe à nouveau des planches spectaculaires débordant de mouvement et riches en mines patibulaires. Hermann égratigne (une fois de plus) au passage une certaine Amérique, avec un drapeau qui enveloppe "Jaycee" sur sa croix, confident muet de la Mama, et la brute de service arborant un T-shirt frappé d'un slogan Dream American TRUMP. Rien de bien neuf, donc, sous le soleil sale de Kurdy, euh...pardon, de Jeremiah, mais ses fans attendent-ils autre chose de la série ? »[5].
- Pour Fredgri, de Scéneario, « Hermann prouve surtout qu'il y a encore pas mal de choses à raconter avec cette série qui pouvait jusque-là donner l'impression de se répéter, de tourner en rond. Il dépoussière ainsi Kurdy, dévoile un passé bien dans le ton habituel de la série, mais pour une fois son intrigue est entièrement tournée vers le caractère de son héros, avec la très nette envie de dégrossir une caractérisation jusqu'ici à peine ébauchée ! (…) Un album à part dans la série, un indispensable pour tout fan de Jeremiah ! »[6].

## Publication
- Édition originale : 44 planches soit 48 pages, format 300 mm x 218 mm, Dupuis (collection « Grand Public »), 2017 (DL 09/2017)  (ISBN 978-2-8001-7156-2)[7],[8].